# دنیس اسپیلبرگ

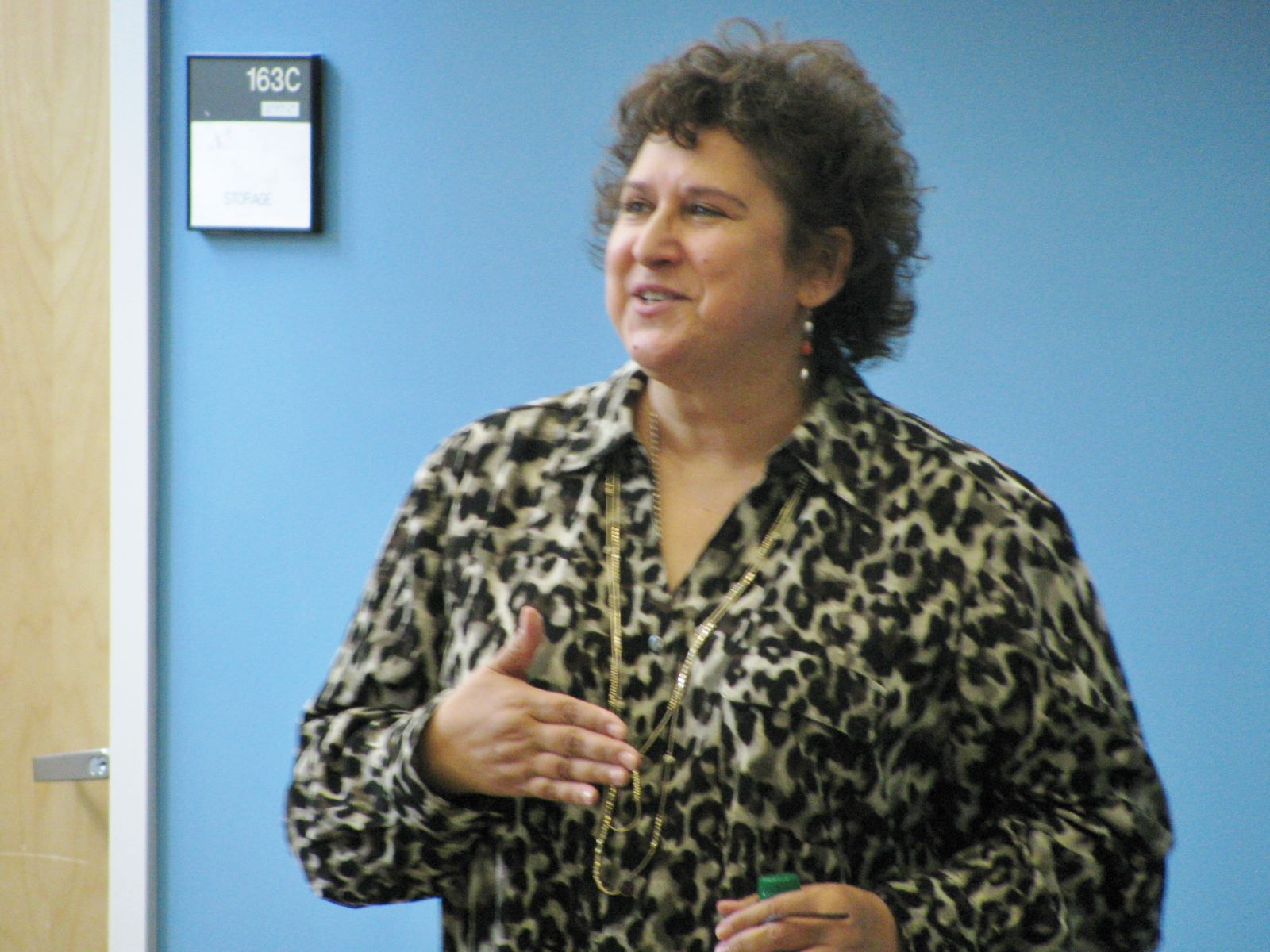
نگارهٔ دنیس اسپیلبرگ، دانش‌پژوه تاریخ اسلام - ۲۰۱۴

دنیس اسپیلبرگ (به انگلیسی: Denise Spellberg) دانش‌پژوه آمریکایی تاریخ اسلام است. او استاد دانشیار در مرکز پژوهش خاورمیانه در دانشگاه تگزاس در آستین است. اسپیلبرگ لیسانسش را از کالج اسمیت در ۱۹۸۰ و دکترایش را از دانشگاه کلمبیا در ۱۹۸۹ دریافت کرده‌است

## آثار
- Politics, Gender, and the Islamic Past: The Legacy of 'A'isha Bint Abi Bakr. New York: Columbia University Press, 1994.